# Кременца
Кременца (словен. Kremenca) — поселення в общині Церкниця, Регіон Нотрансько-крашка, Словенія. Висота над рівнем моря: 667,5 м.